# Grizzly
Grizzly  (br: Grizzly - A Fera Assassina) é um filme de terror produzido nos Estados Unidos em 1976, dirigido por William Girdler.

## Sinopse
Um urso de 4 metros de altura devorador de homens, aterroriza uma floresta nacional nos Estados Unidos, espalhando terror e morte por onde passa.